# ناثان ستيرجيس
ناثان ستيرجيس (بالإنجليزية: Nathan Sturgis)‏ (6 يوليو 1987 بسانت أوغسطين في الولايات المتحدة - ) هو لاعب كرة قدم أمريكي في مركز الدفاع. شارك مع منتخب الولايات المتحدة تحت 17 سنة لكرة القدم ومنتخب الولايات المتحدة تحت 18 سنة لكرة القدم ومنتخب الولايات المتحدة تحت 20 سنة لكرة القدم ومنتخب الولايات المتحدة تحت 23 سنة لكرة القدم. أما مع النوادي، فقد لعب مع ريال سالت ليك وسياتل ساوندرز وكولورادو رابيدز ولوس أنجلوس غلاكسي ونادي تورونتو ونادي شيفاز يو إس أي وهيوستن دينامو وتاكوما ديفنس وAjax Orlando Prospects ‏.

## وصلات خارجية
- ناثان ستيرجيس على موقع الدوري الأمريكي (الإنجليزية)
- ناثان ستيرجيس على موقع قاعدة بيانات كرة القدم.إي يو (الإنجليزية)
- ناثان ستيرجيس على موقع AS.com (الإسبانية)